# Tipula (Formotipula) melanomera
Tipula (Formotipula) melanomera is een tweevleugelige uit de familie langpootmuggen (Tipulidae). De soort komt voor in het Oriëntaals gebied.